# Csíkszentmihályi római katolikus vártemplom
A Csíkszentmihályi római katolikus vártemplom lőréses kőfallal körülkerített műemlék épület, amelynek karcsú tornya a csíki csúcsíves toronytípusok egyik legszebb példánya. A romániai műemlékek jegyzékében a HR-II-a-A-12875 sorszámon szerepel.

## Története
A Csíkszentmihályi római katolikus vártemplom Alszeg és Felszeg tízesek között a vasútállomás közelében egy enyhe dombon fekszik.
A települést és templomát 1332-ben említették először, S. Michaele néven.
Csíkszentmihály első templomának építési idejét Endes Miklós a néphagyományra hivatkozva 1188-ra teszi. Feljegyzéséből az is kitűnik, hogy 1501-ben a templomot átalakították. Az egykori karzat deszkáin olvasható volt egy rovásírásos felirat, amely 1111-es évszámot említ, azonban ez ma már nem igazolható.
Orbán Balázs szerint:
„Ez egyházközség lőréses védfallal keritett temploma tisztes régi műemlék...Püspök Szepesi jegyzeteiben azt mondja, hogy tornyán 1103. évszámot olvasott... Sokkal valószinübb azért, hogy ez egyház épitési korát a szintén Szepesi által feljegyzett azon Chronostichon jelöli, mely azt 1552-re teszi...”
Köpeczi Sebestyén József a szentély evangéliumi oldalán levő középső gyámkő pajzsán a Hontpázmány nemzetség faragott címerére alapozta véleményét, szerinte a templom építésének ideje az 1457-1467 közötti évekre tehető.
Entz Géza a templom és a torony építését 1457-től 1467-ig tartó időszakra tette.
Csíkszentmihály első temploma feltehetően román kori volt, amit a 15. században átalakítottak.
Újabb építkezésre a XV-XVI. század fordulóján kerülhetett sor.
Az 1661-es török-tatár támadások idején a templom és torony is jelentős károkat szenvedhetett.
A torony egyik harangját 1666-ban öntötték. A ma is meglévő harang 1687-ben készült.
Orbán Balázs: A Székelyföld leírása című könyvében így írt a templomról:
„Mindkét harangját a Sándorok a 17-ik században öntették... De mind ezeknél nevezetesebb a templom keritésében levő azon kőkereszt, melyen tisztán olvashatólag be van vésve e végzetes szó: Siculicidium: Közhiedelem szerint ez volt a madéfalvi Vészhalmon állott eredeti emlékkereszt, mely kormányrendeletből onnan elmozdittatván, egy szt-mihályi ember: Buzás János hozta ide, s a halálakor helyezték utódai sírjára.”
1694. február 13-án a tatárok felégették a falut. Ezt követően a megrongálódott tornyot lebontották. A hagyomány szerint az új tornyot valamikor a 18. század elején építették.
A cinteremfal a 17. században épülhetett.
1819-ben a templomot átépítették, hozzácsatolva a ma is meglévő déli oldalszárnyat.

## Leírása
A Csíkszentmihályi római katolikus vártemplom egyhajós, poligon záródású apszissal, hossza 10,3 m, szélessége 6,6 m és a nyolcszög három oldalával záródik. Az apszis egyik gyámkövén a Hontpázmány nemzetség kifaragott címere látható.
Főbejárati kapubéllete a román-gótikus stílus hordozója, a XIII-XIV. századból való, amely már 1552-ben javításra szorult.
A templom bordázatának két záróköve van, amelyen egy kifaragott tárcsapajzs látható, Krisztus kínszenvedéseit szimbolizálva. A másik zárókövet Szűz Mária jelvénye, a rózsa ékesíti.
A boltgyámkövek kehely alakúak. Az evangéliumi oldalon levő középső boltgyámkövön tárcsa alakú pajzs látható. Ez a Hontpázmány nemzetség címere, vagyis János, Szentgyörgy és Bazin grófja, erdélyi vajdáé.
A templom nyugati, torony alatti bejárata csúcsíves, két pálcataggal és két horonnyal van ellátva, talapzata csillaggal díszített.
A hajót 1819-ben bővítették, az építkezés során a régi falakat megőrizték, amelyeken falfestmények tűntek elő. Az ablakokat a 18. században átalakították, de az eredetiek nyomai kivehetők. A templom déli barokk oldalhajója újabb keletű toldás.

## Belseje
A hajó hossza 10,20 méter szélessége 6,60 méter. A hajó délnyugati és északnyugati sarkát egy-egy vaskos támpillér tartja. A déli oldalhoz egy utólag épített oldalszárny csatlakozik. A nyolcszög öt oldalával záruló szentély sarkait támpillérek erősítik, három ablaka félköríves záródású. Északi oldalán a sekrestye épülete látható.
A hajó egykori ajtókereteiből egyedül a csúcsíves bejárat maradt fönn. Két pálcataggal és két horonnyal ellátott béllete csillaggal díszített talapzaton nyugszik. A déli oldalbejárat kőkerete a templom bővítésekor semmisült meg.
A hajó északi falán található a XV. század első évtizedeiből származó Kálvária falkép, ugyanakkor az újabban feltárt Szent László legenda freskótöredékei is látszanak.
A hajóval azonos szélességű, megközelítőleg 9 méter hosszú szentély boltozott, egy négyszögű és egy poligonális boltszakasszal, amelyet a hajótól félköríves diadalív választ el. A bordák orsós kialakítású gyámkövekben futnak össze, amelyeknek egyikén pajzsba foglalt, holdat és egy csillagot ábrázoló címer, egy másikon szintén pajzsmezőben kalapács, harapófogó és szeg látható.
A négyszögű boltszakasz záróköve rozettás, a poligonálisé pedig csillaggal díszített.
Berendezéséből említésre méltó késő barokk főoltára, gazdagon faragott, aranyozott díszítésével és Guido Reni közismert kompozíciója nyomán festett Szent Mihály oltárképével.
Az 1731-es jegyzőkönyvben három oltárról található feljegyzés. A nagyobbikon egykor Szent Mihály arkangyalt ábrázoló különösen szép fafaragású szobra állt, amelyet valószínűleg az 1510-1520-as években készítettek és jelenleg a Csíki Székely Múzeumban őriznek.

## Tornya
A hajó nyugati végében áll a négyemeletes, két átlósan elhelyezett támpillérrel erősített, magas, karcsú torony. A jellegzetes csíki toronytípus terméskőből épült. Földszintjén egy szemöldökgyámos kerettel ellátott ajtó található, amely formailag a gótika jegyeit hordozza, de mélyített tükreinek rozettás díszítményei arra utalnak, hogy jóval később a XVII-XVIII. század folyamán készült.
Mai formáját a 18. század elején nyerte, amikor magasították, de ablakai még a gótikus stílusúak. A torony három fő oldalfalán, az első és a második emeleten egy-egy keskeny, csúcsíves résablak látható. Az első emeletieknek élszedett kőkeretük van, a második emeleten lévőknek nincs keretük, esetleg idővel bevakolódtak.
Megközelítőleg 11 méter magasságban, a torony belsejében elfalazott csúcsíves ablakok nyomai fedezhetők fel. A nyugati oldalon egy kisméretű körablak található azon a helyen. A torony középkori része 14 méter magasságig tart, és erőteljes övpárkány zárja le. A fölötte elhelyezkedő tágas, csúcsíves hangablakokkal ellátott harangház későbbi magasítás. Közvetlenül a déli oldala mellett a fedett kórusfeljáró található.
Endes Miklós szerint a templom tornyát az 1694. évi tatár rabságból való kiszabadulás emlékére hálából Sándor Mihály építtette. Karcsú tornyát Sándor János főkirálybíró költségén javították abból az alkalomból, hogy megszabadult a tatárok fogságából.

## Várfal
A templomot szabálytalan alaprajzú 2,5-3 méter magas lőréses cinteremfal veszi körül, amelyet kívülről helyenként zömök támok erősítenek. A védőfalak keleti szögletén egy négyszög alaprajzú épületet találunk, amely alig magasabb a környező falaknál. Egykor kápolna szerepét töltötte be.
A cinteremfalnak, amelynek építése a 17. századra tehető, két bejárata van.

## Kutatástörténete
Az erődtemplomot a szakirodalom már a 19. század közepe óta számon tartotta. Építéstörténetével először 1859-ben Benkő Károly foglalkozott, Szepesy Ignác püspök 1823-ban keltezett oklevelére támaszkodva.
Orbán Balázs a templom építési idejét 1552-re tette.
1869-ben a tornyon olvasható kronosztikon szövegét is közölte:
SanctI LaDiLaS RegIs VngarorUm honorI/1715/.
A műemlék épület első részletes leírása 1929-ből származik Köpeczi Sebestyén Józseftől. A vártemplom építéstörténetére 1935-ben Endes Miklós állított fel új koncepciót.

## Búcsúja
A Csíkszentmihályi római katolikus vártemplomot Szent Mihály arkangyal tiszteletére szentelték fel. Búcsúját szeptember 29-én, Szent Mihály ünnepén tartják.